# Nati nel 1515
| Questa pagina contiene informazioni ricavate automaticamente dalle voci biografiche con l'ausilio del template Bio e di un bot. L'aggiornamento è periodico e automatico e ricostruisce completamente la pagina. Se manca una persona in questa lista, sei pregato di non aggiungerla, ma accertati piuttosto che la sua voce biografica contenga il template Bio e che i dati anagrafici siano correttamente compilati. Se il template Bio manca, inseriscilo tu stesso o, in alternativa, metti l'avviso {{tmp\|Bio}} che ne segnala la mancanza. Se i dati riportati sono sbagliati, correggi direttamente la voce biografica; le modifiche saranno visibili in questa lista entro pochi giorni. Per chiarimenti vedi il progetto biografie. La lista contiene solo le 84 persone che sono citate nell'enciclopedia e per le quali è stato implementato correttamente il template Bio. Pagina aggiornata al 10 giu 2025. |

## Febbraio(4)
- 2 febbraio - Andrea Badoer, politico e diplomatico italiano († 1575)
- 4 febbraio - Mikołaj Krzysztof Radziwiłł, nobile polacco († 1565)
- 14 febbraio - Federico III del Palatinato, sovrano tedesco († 1576)
- 18 febbraio - Valerio Cordo, medico, chimico e botanico tedesco († 1544)

## Marzo(2)
- 12 marzo - Caspar Othmayr, compositore tedesco († 1553)
- 28 marzo - Teresa d'Avila, religiosa e mistica spagnola († 1582)

## Maggio(3)
- 2 maggio - Sibilla di Sassonia, principessa († 1592)
- 12 maggio - Cristoforo di Württemberg, duca tedesco († 1568)
- 18 maggio - Felice da Cantalice, religioso e santo italiano († 1587)

## Giugno(3)
- 4 giugno - Chiara Matraini, poetessa italiana († 1604)
- 15 giugno - Anne Parr, nobile britannica († 1552)
- 28 giugno - Anna di Clèves, principessa tedesca († 1557)

## Luglio(4)
- 4 luglio - Eleonora d'Este, nobildonna italiana († 1575)
- 10 luglio - Francisco de Toledo, spagnolo († 1582)
- 14 luglio - Filippo I di Pomerania, duca tedesco († 1560)
- 21 luglio - Filippo Neri, presbitero e educatore italiano († 1595)

## Settembre(2)
- 8 settembre - Alfonso Salmerón, gesuita spagnolo († 1585)
- 13 settembre - Niccolò Franco, poeta e scrittore italiano († 1570)

## Ottobre(9)
- 4 ottobre - Lucas Cranach il Giovane, pittore e incisore tedesco († 1586)
- 5 ottobre - Celso Martinengo, umanista e teologo italiano († 1557)
- 7 ottobre - Edoardo del Portogallo, IV duca di Guimarães, principe portoghese († 1540)
- 8 ottobre - Margaret Douglas, contessa britannica († 1578)
- 16 ottobre - Leone Strozzi, condottiero e ammiraglio italiano († 1554)
- 18 ottobre - Nicolas de Pellevé, cardinale francese († 1594)
- 24 ottobre - Gianantonio Capizucchi, cardinale e vescovo cattolico italiano († 1569)
- 29 ottobre - Maria di Borbone-Vendôme, principessa francese († 1538)
- 29 ottobre - Vincenzo Borghini, filologo, religioso e scrittore italiano († 1580)

## Novembre(1)
- 22 novembre - Maria di Guisa, nobildonna francese († 1560)

## Dicembre(1)
- 15 dicembre - Maria di Sassonia († 1583)

## Senza giorno specificato(55)
- Jacques Androuet du Cerceau, architetto e scrittore francese († 1585)
- Roger Ascham, scrittore e pedagogo inglese († 1568)
- Bernardino Baldini, umanista, medico e matematico italiano († 1600)
- Margherita Ball, irlandese († 1584)
- Giulio Cesare Brancaccio, militare, attore teatrale e basso italiano († 1586)
- Annibale Caccavello, scultore e architetto italiano († 1570)
- Giovanni Battista Camozzi, letterato e filologo italiano († 1581)
- Giambattista Canano, medico italiano († 1579)
- Nicolò Canelles, vescovo cattolico spagnolo († 1585)
- Carlo di La Roche-sur-Yon, nobile francese († 1565)
- Sébastien Castellion, umanista e teologo francese († 1563)
- François Clouet, pittore francese († 1572)
- Cristóbal Acosta, medico e naturalista portoghese († 1594)
- Giovanni Andrea Dalla Croce, chirurgo, medico e anatomista italiano († 1575)
- Louis Des Masures, scrittore, poeta e drammaturgo francese († 1574)
- Leonard Digges, matematico inglese († 1559)
- Lodovico Domenichi, umanista, traduttore e editore italiano († 1564)
- Jorge Ferreira de Vasconcelos, drammaturgo portoghese († 1585)
- Laudomia Forteguerri, nobildonna e poetessa italiana
- Alonso de Fuentes, scrittore e poeta spagnolo
- Martín González, religioso e scrittore spagnolo († 1580)
- Hōjō Tsunashige, militare giapponese († 1587)
- Hōjō Ujiyasu, militare giapponese († 1571)
- Inaba Yoshimichi, militare giapponese († 1589)
- Pierre Lescot, architetto francese († 1578)
- Giovanni Antonio Licinio, pittore italiano († 1576)
- Maha Thammaracha, sovrano siamese († 1590)
- Giandomenico Martoretta, compositore italiano
- Mōri Kōmatsumaru, militare giapponese († 1523)
- Jacopo Nizzola, medaglista, incisore e scultore italiano († 1589)
- Benedetto Nucci, pittore italiano († 1596)
- Martin Nucio, tipografo e editore fiammingo († 1558)
- Marc'Antonio Pagani, francescano, filosofo e teologo italiano († 1585)
- Giambattista Palatino, letterato e calligrafo italiano († 1575)
- Pompeo Pedemonte, architetto italiano († 1592)
- Francesco Pesenti, pittore italiano († 1563)
- Piyale Paşa, ammiraglio ottomano († 1578)
- Ercole Procaccini il Vecchio, pittore italiano († 1595)
- Pietro Ramo, filosofo francese († 1572)
- Antonio Rinieri, letterato e poeta italiano
- Pietro Soriano, presbitero italiano († 1588)
- Ferdinand Sturm, pittore olandese († 1556)
- Nicholas Throckmorton, politico britannico († 1571)
- John Thynne, politico inglese († 1580)
- Giovanni Tristano, architetto e gesuita italiano († 1575)
- Francesco Turchi, religioso e letterato italiano († 1599)
- Johann Wier, medico olandese († 1588)
- Giovanni Battista Zanchi, militare, ingegnere e scrittore italiano († 1586)
- Niccolò Zeno, storico italiano († 1565)
- Moses Almosnino, rabbino greco († 1580)
- Cristoforo da Gama, condottiero e esploratore portoghese († 1542)
- Juan Bautista de Toledo, architetto e architetto del paesaggio spagnolo († 1567)
- Domenico dell'Allio, architetto italiano († 1563)
- Ippolita della Rovere, nobile italiana († 1538)
- Françoise di Brézé, nobildonna francese († 1577)